# Atica
Atica ist eine vorwiegend festkochende Kartoffelsorte mit sehr früher Reife.
Bei einer Vegetationszeit von 90 bis 110 Tagen entstehen langovale Knollen mit gelber Schale und hellgelbem Fleisch. Atica ist nicht lagerfähig. Atica wurde bereits 1971 in Deutschland zugelassen. Trotz des Alters können jüngere Züchtungen bei den Erträgen nur knapp mithalten.